# Nabaskoze
Nabaskoze (en basc, cooficialment en castellà Navascués) és un municipi de Navarra, a la comarca de Roncal-Salazar, dins la merindad de Sangüesa. Limita al nord amb Galoze, a l'oest amb Urraulgoiti, al sud amb Erromantzatua i Gazteluberri i a l'est amb Burgi, Salvatierra de Esca i Garde. Està format pels concejos de:
| Entitat de Població | Pob. (2006) |
| ------------------- | ----------- |
| Aspurz              | 37          |
| Navascués           | 146         |
| Ustés               | 19          |

## Demografia
| Evolució demogràfica                                 | Evolució demogràfica | Evolució demogràfica | Evolució demogràfica | Evolució demogràfica | Evolució demogràfica | Evolució demogràfica | Evolució demogràfica | Evolució demogràfica | Evolució demogràfica | Evolució demogràfica |
| 1996                                                 | 1998                 | 1999                 | 2000                 | 2001                 | 2002                 | 2003                 | 2004                 | 2005                 | 2006                 | 2007                 |
| ---------------------------------------------------- | -------------------- | -------------------- | -------------------- | -------------------- | -------------------- | -------------------- | -------------------- | -------------------- | -------------------- | -------------------- |
| 222                                                  | 220                  | 223                  | 213                  | 219                  | 208                  | 203                  | 200                  | 208                  | 202                  | 196                  |
| Fonts: Nabaskoze i Institut d'Estadística de Navarra |                      |                      |                      |                      |                      |                      |                      |                      |                      |                      |